# Les Bordes (Indre)
Les Bordes is een gemeente in het Franse departement Indre (regio Centre-Val de Loire). De plaats maakt deel uit van het arrondissement Issoudun. Les Bordes telde op 1 januari 2022 824 inwoners.

## Geografie
De oppervlakte van Les Bordes bedroeg op 1 januari 2022 16,3 vierkante kilometer; de bevolkingsdichtheid was toen 50,6 inwoners per km².

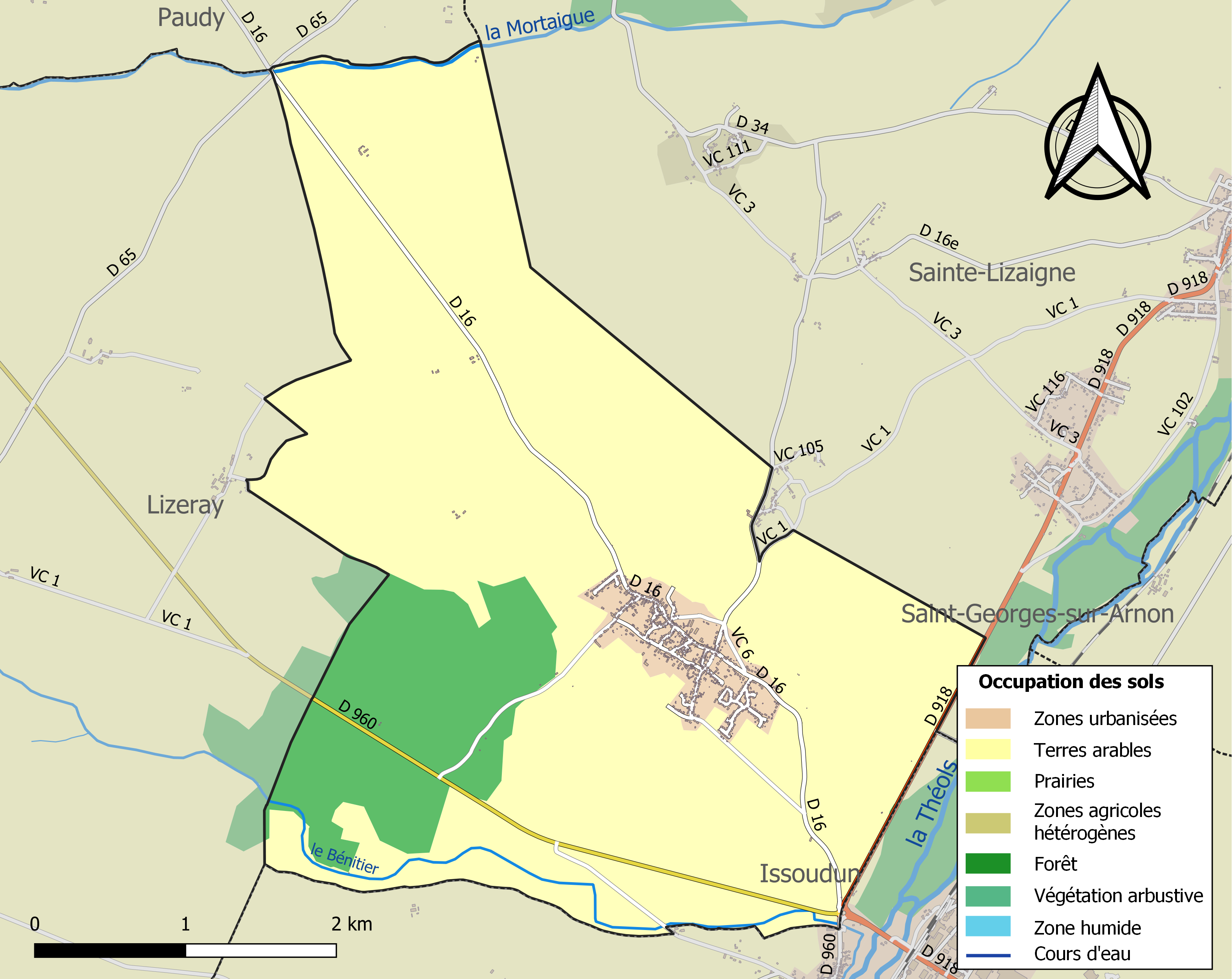
Kaart van de gemeente met belangrijkste infrastructuur, bodemgebruik en omliggende gemeenten

## Demografie
Onderstaande figuur toont het verloop van het inwonertal (bron: INSEE-tellingen).